# Gymnopleurus jacksoni
Gymnopleurus jacksoni är en skalbaggsart som beskrevs av Waterhouse 1890. Gymnopleurus jacksoni ingår i släktet Gymnopleurus och familjen bladhorningar. Inga underarter finns listade i Catalogue of Life.